# Manuel Nápoli

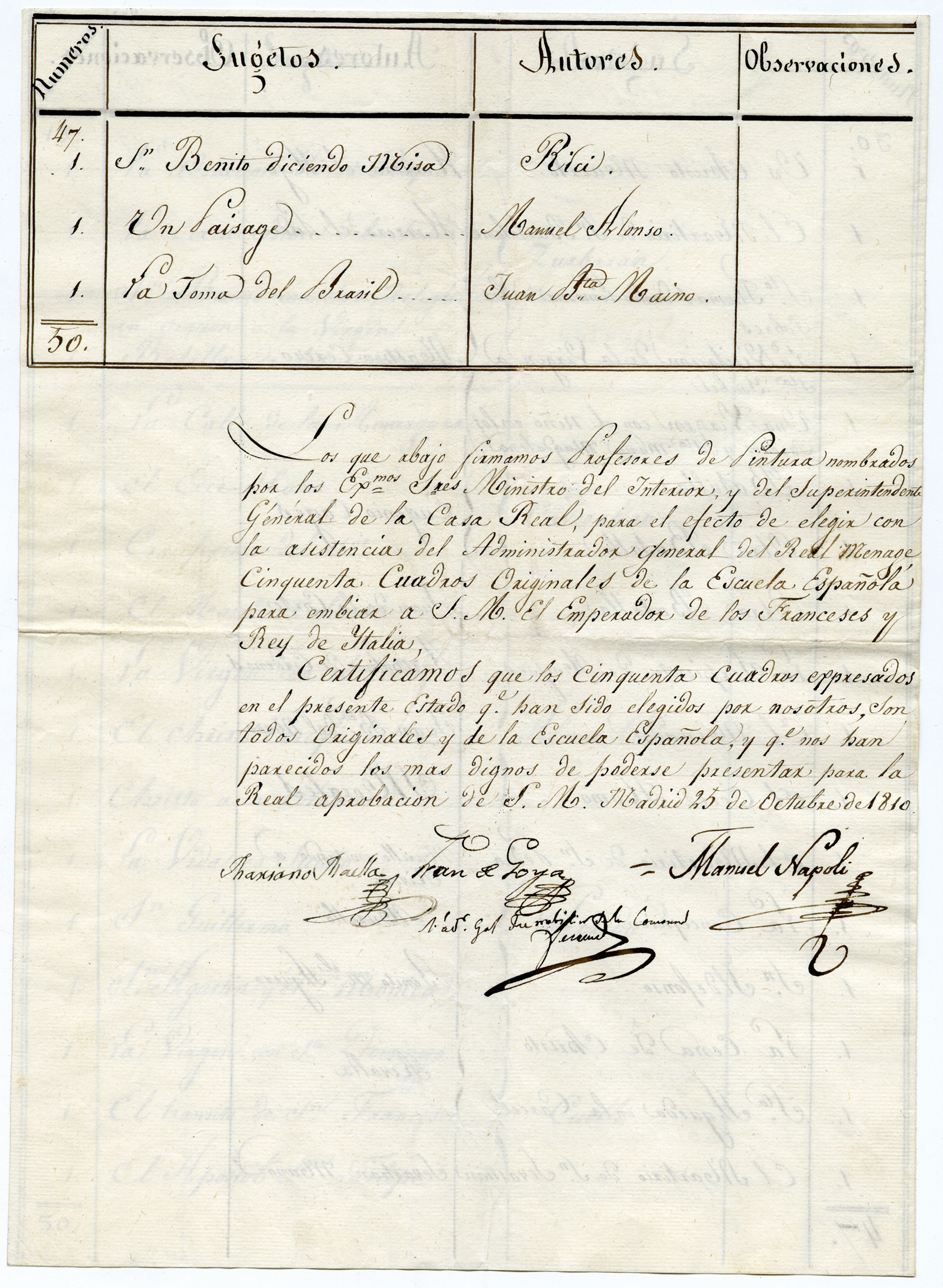
Firma de Nápoli junto con las de Goya y Maella en el documento Estado de los quadros escogidos por los Sres. Profesores de Pinturas, Maella, Goya y Napoly, para embiar a S.M. el Emperador de Francia y Rey de Italia, todos originales de las Escuelas Españolas. Galería de las Colecciones Reales, Patrimonio Nacional, Reinado de José I, caja 29, exp. 31.

Manuel Nápoli y Maurino (Nápoles, 1755-Madrid, 9 de mayo de 1831) fue un pintor y restaurador italiano tempranamente establecido en Madrid donde desempeñó un papel fundamental en la formación del Museo Josefino y la conservación de pinturas de los palacios reales y conventos suprimidos durante la Guerra de la Independencia española.
Hijo de un criado del infante don Antonio, estudió en Madrid en la Real Academia de Bellas Artes de San Fernando desde 1679 y desde 1772 en el estudio de Mariano Salvador Maella. Fue uno de los cuatro alumnos de la Academia que Mengs llevó con él a Roma en 1776. Como otros pensionados remitió desde Italia copias de cuadros de maestros consagrados para demostrar sus progresos, entre ellos una copia del Reinaldo y Armida de Annibale Carracci, aunque nada de ello se ha conservado.
En 1788 se trasladó a Nápoles donde trabajó como restaurador de las pinturas de la Galería Farnesiana. Siguió trabajando en ella tras la ocupación francesa y la proclamación de la república en 1799, aunque en 1814, en el expediente de depuración borbónica, declaró haber huido de ella a causa de su aversión a los franceses. En 1802 regresó a Madrid, pasando por Florencia, donde ingresó en la academia.
A comienzos de 1808 solicitó al rey Carlos IV la plaza de pintor de cámara vacante por muerte de Carlos Domen. El texto de la solicitud informa de que llevaba seis años, «sin decoración, título, ni otros honores», ocupando interinamente la plaza de restaurador de los cuadros del palacio del Buen Retiro. Había trabajado, además, en la Casa del Labrador y el propio rey, satisfecho con el trabajo allí hecho, le encargó «renovar y conservar en el Real Palacio de Aranjuez todas las obras del difunto D. Antonio Rafael Mengs, y por haber caído en manos poco inteligentes las habían deteriorado, y puestas a su primer estado por el suplicante». Más aún, el propio Francisco de Goya, decía de forma muy significativa, «a pesar de ser enemigo jurado contra los profesores de este ramo de Pintura», cuando vio el trabajo que había hecho para la Real Academia en una obra recién adquirida, «se desdijo de lo que tantas veces había puesto por escrito».

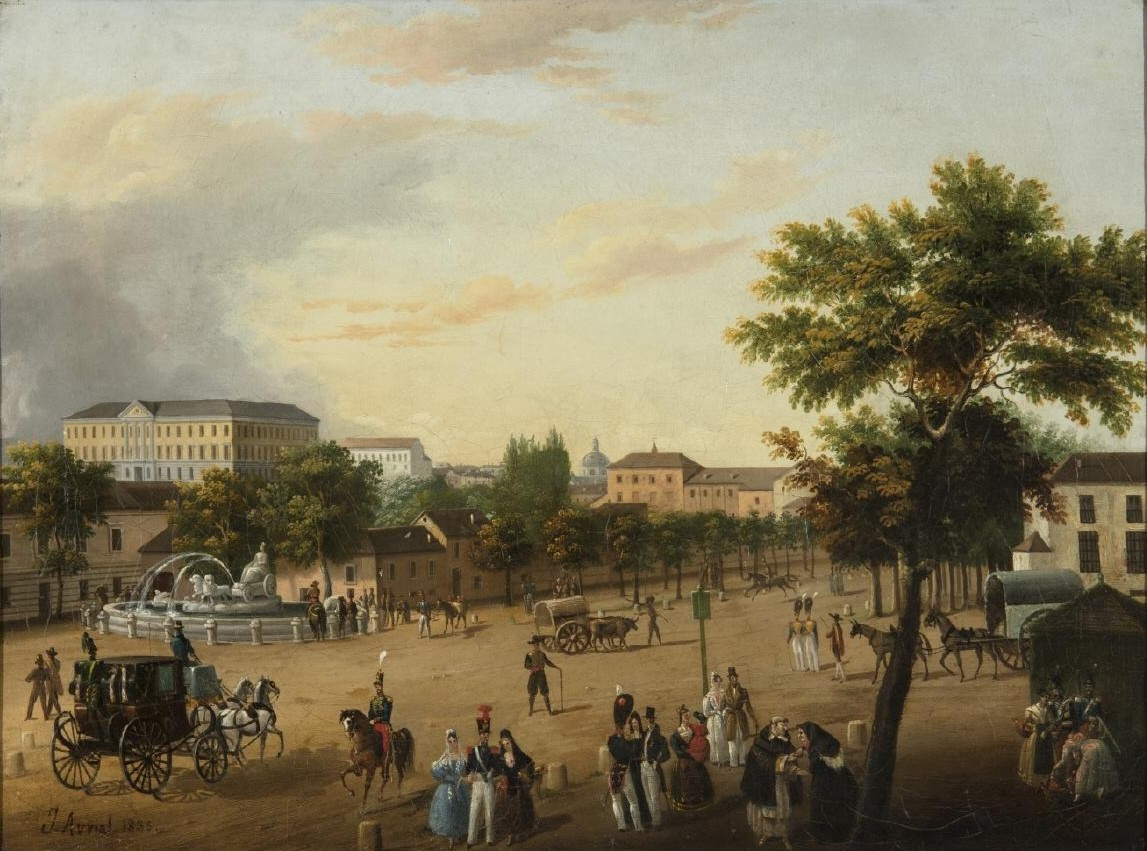
El palacio de Buenavista, a la izquierda, sobre la fuente de la Cibeles en el arranque del paseo de Recoletos, sede del proyectado Museo Josefino: José María Avrial, Vista de la fuente de la Cibeles y el palacio de Buenavistal 1836. Óleo sobre lienzo, 43 x 57 cm, Madrid, Museo de Historia de Madrid.

Con la ocupación francesa y la formación del Gobierno de José I Bonaparte alcanzó sus más altas responsabilidades. Tras la batalla de Bailén y la momentánea retirada de los franceses de la capital, en septiembre de 1808 envió una carta a Pedro Cevallos, secretario de Estado, en la que solicitaba, avanzando alguno de sus proyectos, que se impidiese la venta de la colección confiscada a Manuel Godoy y se llevasen las pinturas para su conservación al Palacio de Buenavista, donde concluida la contienda se podría crear una galería semejante a las existentes en otras naciones europeas. Con José I de nuevo en Madrid, Nápoli, junto con Goya y Maella, fue encargado de realizar los trabajos de selección y catalogación de los cuadros que habían de incorporarse al museo real creado por decreto de 22 de diciembre de 1809, el que la historiografía posterior conocerá como Museo Josefino; además, debían seleccionar cincuenta cuadros representativos de la escuela española para regalárselos a Napoleón y que formase con ellos una sala de pintura española en su museo parisino. En condiciones muy precarias y sin apenas presupuesto, Napoli, que sin nombramiento oficial venía a hacer las funciones propias de director o conservador del proyectado museo, realizó una meritoria labor de protección y restauración de los cuadros trasladados a uno de los depósitos formados al efecto en el antiguo convento del Rosario de Madrid, al que se habían trasladado, sin marcos ni bastidores, muchos de los cuadros del Real Monasterio de El Escorial. Cuadros de Tiziano, del Veronés y del Greco de aquella procedencia figuran en una relación de 43 cuadros que había reentelado en julio de 1810. A finales de año eran ya ciento cincuenta los cuadros del Escorial restaurados, forrados y colocados en sus bastidores, con otros treinta procedentes de Andalucía.
Concluida la guerra y restablecido en el trono de España Fernando VII, Nápoli se vio privado de la plaza de conservador y restaurador de los cuadros del Buen Retiro pues Vicente Malpartida, responsable de la nómina de servidores de palacio, alegaba que «no teniendo el Buen Retiro pinturas que gobernar pues las que había las disipó la dominación francesa, sería un cargo inútil». Sin negar que eso fuese así, el 22 de junio de 1814 solicitó la plaza de conserje, vacante, plaza que estimaba acorde con la de «conservador forrador» que venía ejerciendo y que muy bien podría ser compatible con su proyecto de rehabilitación del palacio para establecer en él «la colección o Galería de Pinturas que se va a erigir en esta capital de la que el exponente es el promotor». Su proyecto, efectivamente presentado con el título de Memoria sobre la «Instalación de la Colección o Galería de pinturas mandada establecer por S. M. Dn. Fernando VII en esta Corte», lleva fecha de solo unos días más tarde, el 1 de julio de 1814. En septiembre de ese mismo año superó el proceso de depuración política, y algunas de sus propuestas pudieron pesar en el ánimo del nuevo monarca, como la elección del palacio de Buenavista para ubicación del futuro museo, idea que se barajó en algún momento, aunque Fernando VII acabó cediéndoselo a la Academia, lo que ponía fin a la idea de Nápoli de crear un museo independiente de ella. Recuperó su plaza en el Buen Retiro, pero no fue incorporado como restaurador al Museo Real hasta diciembre de 1820 y a las órdenes de Vicente López.
Falleció en Madrid el 9 de mayo de 1831, habiendo otorgado el 20 de mayo de 1828, junto con su segunda esposa, Isabel Villasante, declaración de pobre de solemnidad, sin bienes que testar ni herederos legítimos.